# George Will
George Frederick Will, född 4 maj 1941 i Champaign, Illinois, är en amerikansk journalist och författare, knuten till Fox News.
. Han har huvudsakligen gjort sig känd som konservativ politisk kommenator, och belönades med Pulitzerpriset i kategorin Commentary 1977. I mitten av 1980-talet kallades han i Wall Street Journal en av de "mest inflytelserika journalisterna i USA, jämförbar med Walter Lippmann".
Will arbetade som nyhetsanalytiker för ABC News sedan början av 1980-talet, och var 1981 en personerna bakom This Week with David Brinkley, som nu har titeln This Week with George Stephanopoulos.  Will satt med i panelen för This Week tills att han lämnade ABC News.